# Bahnstrecke Stuttgart-Möhringen–Stuttgart-Vaihingen
| Kursbuchstrecke (DB): | ex 327n (1946), 319d (1944), 329f (1938) |                                      |                                      |
| Streckenlänge: | 2,7 km                                   |                                      |                                      |
| Spurweite: | bis 1902: 1000 mm, 1000 mm / 1435 mm     |                                      |                                      |
| Stromsystem: | 750 =                                    |                                      |                                      |
| |                                          |                                      |                                      |
| \| \| \| Strecke von Degerloch \| \| \| \| \| Strecke von Hohenheim \| \| \| \| 0,00 \| Möhringen Bahnhof \| Möhringen Bahnhof \| \| \| 0,65 \| Möhringen Vaihinger Straße \| Möhringen Vaihinger Straße \| \| \| \| Strecke nach Echterdingen \| \| \| \| \| SSB-Zentrum \| \| \| \| \| zum Betriebshof Möhringen \| \| \| \| 2,18 \| Wallgraben \| Wallgraben \| \| \| \| Stadtbahn nach Dürrlewang \| \| \| \| \| ehemaliges Übergabegleis SSB ↔ DB \| \| \| \| \| \| \| \| \| \| Spitalacker \| \| \| \| \| Jurastraße \| \| \| \| \| von Stuttgart Hbf \| \| \| \| \| Stadtbahn von Österreichischer Platz \| \| \| \| 2,70 \| Vaihingen \| Vaihingen \| \| \| \| nach Horb \| \| \| \| \| Vaihingen Ort \| \| |                                          |                                      |                                      |
| U-Bahn-Strecke |                                          | Strecke von Degerloch                | Strecke von Degerloch                |
| U-Bahn-Abzweig geradeaus und von links |                                          | Strecke von Hohenheim                | Strecke von Hohenheim                |
| U-Bahn-Bahnhof | 0,00                                     | Möhringen Bahnhof                    | Möhringen Bahnhof                    |
| U-Bahn-Haltepunkt / Haltestelle | 0,65                                     | Möhringen Vaihinger Straße           | Möhringen Vaihinger Straße           |
| U-Bahn-Abzweig geradeaus und nach links |                                          | Strecke nach Echterdingen            | Strecke nach Echterdingen            |
| U-Bahn-Haltepunkt / Haltestelle |                                          | SSB-Zentrum                          | SSB-Zentrum                          |
| U-Bahn-Abzweig geradeaus, nach links und von links |                                          | zum Betriebshof Möhringen            | zum Betriebshof Möhringen            |
| U-Bahn-Haltepunkt / Haltestelle | 2,18                                     | Wallgraben                           | Wallgraben                           |
| U-Bahn-Abzweig geradeaus und nach links |                                          | Stadtbahn nach Dürrlewang            | Stadtbahn nach Dürrlewang            |
| U-Bahn-Abzweig mit Eisenbahn geradeaus und ehemals nach links · Strecke von rechts (außer Betrieb) |                                          | ehemaliges Übergabegleis SSB ↔ DB    | ehemaliges Übergabegleis SSB ↔ DB    |
| U-Bahn-Strecke von links (außer Betrieb) · U-Bahn-Abzweig geradeaus und ehemals nach rechts · Strecke (außer Betrieb) |                                          |                                      |                                      |
| U-Bahn-Haltepunkt / Haltestelle (Strecke außer Betrieb) · U-Bahn-Strecke · Strecke (außer Betrieb) |                                          | Spitalacker                          | Spitalacker                          |
| U-Bahn-Strecke (außer Betrieb) · U-Bahn-Haltepunkt / Haltestelle · Strecke (außer Betrieb) |                                          | Jurastraße                           | Jurastraße                           |
| U-Bahn-Kreuzung mit Eisenbahn geradeaus oben (Strecke geradeaus außer Betrieb) · U-Bahn-Kreuzung mit Eisenbahn geradeaus oben · Abzweig ehemals geradeaus und von rechts |                                          | von Stuttgart Hbf                    | von Stuttgart Hbf                    |
| U-Bahn-Strecke (außer Betrieb) · U-Bahn-Abzweig geradeaus und von rechts · Strecke |                                          | Stadtbahn von Österreichischer Platz | Stadtbahn von Österreichischer Platz |
| U-Bahn-Strecke (außer Betrieb) · U-Bahn-Haltepunkt / Haltestelle Streckenende · Bahnhof | 2,70                                     | Vaihingen                            | Vaihingen                            |
| U-Bahn-Strecke (außer Betrieb) · Strecke |                                          | nach Horb                            | nach Horb                            |
| U-Bahn-Haltepunkt / Haltestelle Streckenende (Strecke außer Betrieb) |                                          | Vaihingen Ort                        | Vaihingen Ort                        |

Die Bahnstrecke Stuttgart-Möhringen–Stuttgart-Vaihingen ist eine zunächst meterspurige, ab 1902 meter- und normalspurige Bahnstrecke, die von der Filderbahn-Gesellschaft erbaut wurde. Heute wird die Strecke weitgehend von der Stadtbahn Stuttgart mit den Linien U3, U8 und U12 genutzt.

## Geschichte

### Filderbahn-Gesellschaft
Die im südlichen Bereich der Filder-Hochebene gelegenen Orte bemühten sich nach Erfolgen der Bahnen im nördlichen Filderbereich um einen Bahnanschluss, in verschiedenen Orten wurden Bahnkomitees gegründet. Nachdem in den Orten die Gelder für die Baulasten zusammengekommen waren, reichte die Filderbahn-Gesellschaft Konzessionsgesuche für die Strecken Möhringen–Vaihingen und Möhringen–Neuhausen ein, denen am 14. April 1896 entsprochen wurde. 
Im Herbst 1896 wurde mit den Bauarbeiten für die meterspurige Strecke begonnen. Dazu wurde die Führung der bestehenden Strecke Degerloch–Hohenheim in Möhringen verändert und ein neuer Bahnhof gebaut, der die bisherige Ortsdurchfahrt ersetzte.
Es gab Verzögerungen beim Bau, so dass beide Strecken erst am 19. Dezember 1897 eröffnet werden konnten.
Am 24. Dezember wurde der reguläre Personenverkehr aufgenommen. Besondere Feierlichkeiten gab es nicht. Ab 1. Juli wurde auch der Stückgutverkehr aufgenommen. Im Frühjahr 1898 wurde in Vaihingen eine Rollbockgrube errichtet, so dass ab 16. September 1898 auch normalspurige Güterwagen auf beiden Strecken befördert werden konnten. Der Güterverkehr entwickelte sich so gut, dass bereits 1899 eine zweite Rollbockgrube nötig wurde.
1901/1902 wurde die Strecke Degerloch–Vaihingen elektrifiziert. Gleichzeitig wurde die Strecke dreischienig ausgebaut, damit der Güterverkehr von Normalspurwagen ohne Rollböcke durchgeführt werden konnte. Zusätzlich wurde die Strecke in Vaihingen über den Staatsbahnhof in den Ort zur Brauerei Leicht verlängert und am 1. Mai 1904 in Betrieb genommen.
Am 15. Januar 1915 wurde der Verkehr nach Vaihingen Ort wieder eingestellt und die Kupferfahrleitung zur Rohstoffgewinnung abgebaut.

### Ab 1920: Stadt Stuttgart
1920 wurde die Filderbahn von den Württembergischen Nebenbahnen verkauft. Dabei ging die Strecke Möhringen–Vaihingen ab 1. März an die Stadt Stuttgart, die die Stuttgarter Straßenbahnen (SSB) mit dem Betrieb beauftragte.
Am 29. Oktober 1929 wurde die Strecke nach Vaihingen Ort (Schillerplatz) wieder in Betrieb genommen, ein Anschluss an das Netz der SSB wurde hergestellt. 1934 ging die Filderbahn von der Stadt an die SSB über. Im Folgenden wurde der Verkehr in das Straßenbahnnetz eingegliedert, allerdings weiterhin nach der EBO geführt. Die Strecke war auch im Kursbuch verzeichnet.
Der Personenverkehr zum Reichsbahnhof Vaihingen wurde am 15. Mai 1944 eingestellt. Am 1. November 1954 wurde die Vaihinger Linie bis Rohr verlängert. 1963 wurde die Strecke zwischen Möhringen und Vaihingen zweigleisig ausgebaut.
Nachdem die Planung für den Stadtbahnbau auf den Fildern konkrete Züge annahm, wurde im Vorfeld am 31. August 1981 der Güterverkehr zwischen Vaihingen und Möhringen aufgegeben, weil der Bahnhof Möhringen für die Stadtbahn umgebaut wurde. Seitdem gab es nur noch Straßenbahnverkehr auf der Strecke. Der Abschnitt wurde stadtbahnmäßig in Normalspur ausgebaut, die dritte Schiene entfernt. 1983 wurde die Brücke in Vaihingen über die Eisenbahn neu gebaut. Am 28. September 1985 wurde  der Stadtbahnbetrieb aufgenommen, die Endhaltestelle und der Anschluss an das weitere Stadtbahnnetz liegen nun vor dem Bahnhof Vaihingen. Der ehemalige Bahnsteig lag auf der anderen Seite, bis 1983 gab es einen Fußgängersteg vom Bahnsteig der Filderbahn zum Bahnsteig der Staatsbahn.